# Nicolas Vogondy

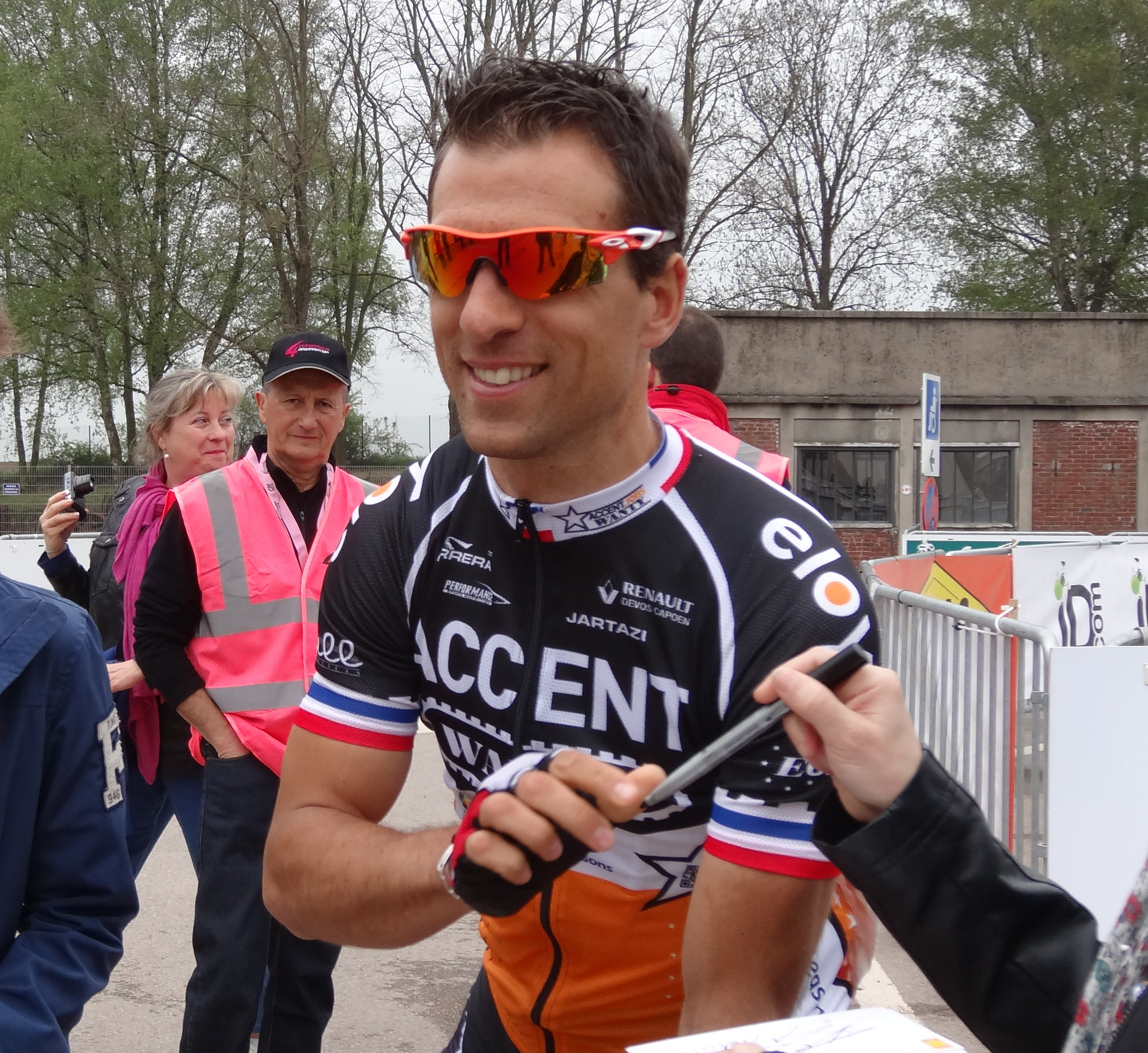
Nicolas Vogondy (2013)

Nicolas Vogondy (* 8. August 1977 in Blois) ist ein französischer Radrennfahrer.
Nicolas Vogondy begann seine Profikarriere 1997 bei dem französischen Radsportteam La Française des Jeux. Zu seinen größten Erfolgen zählen die zwei Titel als französischer Straßenmeister und der Etappensieg bei einer Bergankunft beim Critérium du Dauphiné 2010.
Ende 2013 trat Vogondy als professioneller Radsportler zurück und schloss sich einer kleineren Mannschaft an.

## Erfolge

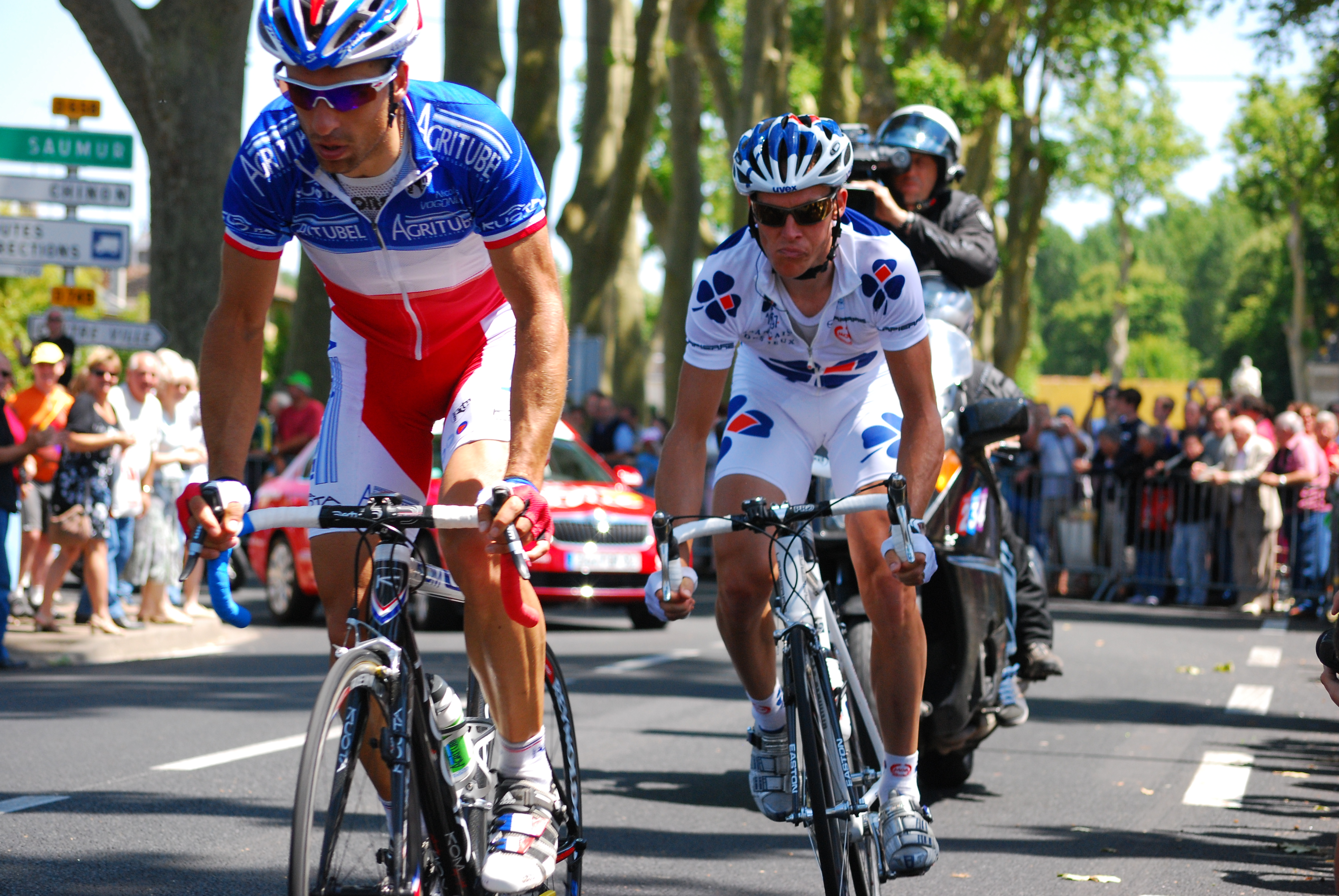
Nicolas Vogondy (vorne) auf der fünften Etappe der Tour de France 2008 mit Lilian Jégou in einer Spitzengruppe

2002
- Französischer Meister – Straßenrennen
- Polynormande

2006
- eine Etappe Tour du Poitou-Charentes
- Châteauroux Classic de lIndre

2007
- eine Etappe Rhône-Alpes Isère Tour
- Gesamtwertung und eine Etappe Boucles de la Mayenne

2008
- Gesamtwertung und eine Etappe Les 3 Jours de Vaucluse
- eine Etappe Rhône-Alpes Isère Tour
- Prolog Boucles de la Mayenne
- Französischer Meister – Straßenrennen

2009
- eine Etappe Rhône-Alpes Isère Tour

2010
- eine Etappe Critérium du Dauphiné
- Französischer Meister – Zeitfahren

## Teams
- 1997–2002 Française des Jeux
- 2003–2004 FDJeux.com
- 2005–2006 Crédit Agricole
- 2007–2009 Agritubel
- 2010 Team Europcar
- 2011–2012 Cofidis, le Crédit en Ligne
- 2013 Accent Jobs-Wanty
- 2014 Pro Immo Nicolas Roux